# Patrimoine économique national
 (août 2012).
Si vous disposez d'ouvrages ou d'articles de référence ou si vous connaissez des sites web de qualité traitant du thème abordé ici, merci de compléter l'article en donnant les références utiles à sa vérifiabilité et en les liant à la section « Notes et références ».
Le patrimoine économique national est la valeur estimée des actifs et passifs publics et privés constituant la nation. 

## Composition
Le patrimoine économique national est composé  :
- du patrimoine non financier ;
- du patrimoine financier net (solde des créances et dettes de l’ensemble des agents résidents vis-à-vis de l’étranger).

Kunte et al. (1998) distingue au sein du patrimoine non financier :
- le capital naturel, valeur du stock des ressources renouvelables et non-renouvelables (terres agricoles, forêts, minéraux, gisements de gaz et de pétrole, ...) ;
- les actifs produits : machines, équipements, structures, terrains urbains ;
- les ressources humaines ou la "valeur économique des individus".

Patrimoine économique national et patrimoine national. Le patrimoine économique non financier (tout comme le flux du produit intérieur brut) ne comprend pas certains éléments non évaluables ou non évalués -  dont une partie (sans doute considérable) du patrimoine culturel et du patrimoine naturel. Ainsi du travail (artistique, scientifique, ...) réalisé à titre de bénévolat et non repris dans le produit intérieur brut (et donc non plus dans le patrimoine économique national) constitue une source du patrimoine culturel. Quant à la qualité de l’environnement elle est un aspect important du patrimoine naturel. Le patrimoine économique national n'est donc pas le patrimoine national, qui le contient.

## Formation
Le patrimoine économique (non financier) national - qui est un stock comprenant la partie estimée de la valeur du patrimoine naturel national - est enrichi par le flux des biens et services produits par le pays chaque année (dumoins la partie de ce flux qui est évaluée par le produit intérieur brut).

## Estimation
Si le calcul du patrimoine financier net ne pose pas trop de problèmes, l'estimation du patrimoine non financier est quant à elle nettement plus ardue. En outre la précision des estimations diminue avec le temps puisque tout patrimoine se transforme avec le temps et l'usage, ce qui a généralement un effet (positif ou négatif) sur sa valeur. Idéalement l'estimation du patrimoine devrait donc être permanente (c'est-à-dire opérée en temps réel).  

### France
En France, une étude conjointe de l'Insee et de la Banque de France évaluait le patrimoine économique national à environ 35 507 milliards d'euros fin 2007, dont 12 490 milliards d'euros pour le patrimoine non financier et 20 017 milliards d'euros pour le patrimoine financier brut. Le passif financier national s'élevant à 19 994 milliards d'euros, le patrimoine financier national net ne représentait que 23 milliards d'euros.
Fin 2021, le patrimoine économique national s’élève à 18 971 milliards d’euros pour les actifs non financiers, soit 9,4 fois le produit intérieur net de l’année.  Le patrimoine économique national croît  de + 8,1 %, par rapport à l'année précédente,  après + 6,6 % en 2020). La valeur des terrains bâtis reste en 2021 le premier facteur de croissance du patrimoine total par l'effet de la hausse des prix : + 10,5 % .
Les actifs financiers, hors produits dérivés s'élèvent à 39 971 milliards. La progression de 9,9 % par rapport à l'année précédente est portée par les hausses des prix des actions et parts de fonds d’investissement (* 17,7 %).. Le passif financier s'élève, lui, à 39 968 milliards.
Le patrimoine financier net des ménages augmente tendanciellement depuis plusieurs décennies. En 2023, le patrimoine financier net des ménages, à 4800 milliards d’euros, représente 3,4 fois celui de 1995.